# Michel Delaporte
Pierre Michel Delaporte (Parigi, 5 settembre 1806 – Parigi, 30 settembre 1872) è stato un drammaturgo, litografo e pittore francese.

## Biografia
È stato istruito a Amiens e nel 1824 è diventato l'allievo di Jean-Baptiste Regnault. Dopo aver sofferto di una malattia agli occhi, è stato costretto ad abbandonare la pittura e quindi si voltò verso la scrittura.
Le sue opere sono state presentate nei più importanti teatri parigini del XIX secolo tra cui il Théâtre des Folies-Dramatiques, il Théâtre du Palais-Royal, e il Théâtre des Variétés.
Ha anche creato numerose litografie, illustrazioni e stampe che sono stati pubblicati in molti giornali e riviste, come La Caricature (1830-1843) e Le Figaro.

## Opere
- La Fille de l'air dans son ménage, vaudeville-féerie in 1 atto, con Honoré 1837
- Le Cousin du Pérou , comédie-vaudeville in 2 atti, con Lubize e Théodore Muret, 1837
- Le Parisien , comédie-vaudeville in 1 atto del 1837
- Argentine, commedia in 2 atti, mescolato con distico, con Charles Dupeuty e Gabriel de Lurieu 1839
- L'Amour d'un Ouvrier , drame-vaudeville in 2 atti, con Hippolyte Lévesque 1839
- La Bergère d'Ivry , drame-vaudeville in 5 atti, con de Lurieu 1839
- L'Argent, la gloire et les femmes , vaudeville spettacolo, in 4 atti e 5 tableaux, con i fratelli Cogniard, 1840
- L'Andalouse de Paris , il vaudeville in 1 atto, con Louis Bergeron 1840
- La Mère Godichon , il vaudeville in 3 atti, con Lubize 1840
- Job l'Afficheur , il vaudeville in 2 atti, con i fratelli Cogniard 1840
- Pile ou face , il vaudeville in 2 atti, con Lubize 1840
- Les Amours de Psyché , il gioco fantasie, mescolato con il canto, in 3 atti e 10 quadri; preceduto da  Olympe , prologue, con Charles Dupeuty 1841
- Un Premier ténor , folie-vaudeville in 1 atto 1841
- Les Comédiens et les marionette , il vaudeville in 2 atti, con Dupeuty 1842
- Un Ménage de garçon , comédie-vaudeville in 1 atto, con Laurençot 1842
- Colin-tampone , il vaudeville in 1 atto, con Adolphe d'Ennery 1844
- Estelle et Nemorin , pastorale bouffonne in 2 atti, si mescolava con canti, con Charles Potier 1844
- Un Tribunal de femmes , vaudeville in 1 atto, con Laurençot 1844
- Le Diable à quatre , vaudeville - féerie in 3 atti, con Ernest Jaime 1845
- Les Amours de Monsieur et signora Denis , comédie vaudeville in 2 atti, con Auguste Anicet-Bourgeois 1845
- Cabrion! ou les Infortunes de Pipelet , folie-vaudeville in 1 atto 1845
- La Fille à Nicolas , comédie-vaudeville in 3 atti, con Laurençot 1845
- La Samaritaine , il vaudeville in 1 atto, con de Lurieu 1845
- Henri IV , drame historique in 3 atti, 16 quadri e prologo, con Amable de Saint-Hilaire 1846
- La Nouvelle Héloïse , dramma in 3 atti, mescolato con il canto, con Jacques-François Ancelot 1846
- Ah! que l'amour est agréable! , il vaudeville in 5 quadri, con Hippolyte-Jules Demolière e Charles Henri Ladislao Laurençot 1847
- Les Femmes de Paris, ou l'Homme de loisir , dramma in 5 atti, in prosa, preceduto da Un duel sans témoins , prologo, con Virginie Ancelot 1848
- Chodruc-Duclos, ou l'homme à la chaise barbe , melodramma in 5 atti e 8 quadri, con Alphonse Royer e Gustave Vaëz 1850
- L'Île des Bêtises , vaudeville - Revue del 1849, in 3 atti e 5 quadri, con Honoré 1850
- Le Raisin malade , folie Fantastique in 1 atto, mescolato con distici 1850
- Les Quenouilles de verre , féerie-vaudeville in 3 atti e 8 quadri, con Maurice Alhoy 1851
- La Femme de ménage, ou La Tabatiere de Polichinelle , il vaudeville in 1 atto 1851
- La Course au plaisir , Revue de 1851, in 2 atti e 3 quadri, con Gaston de Montheau e Théodore Muret 1851
- Les Reines des bals publics, folie-vaudeville in 1 atto, con de Montheau 1852
- La Fille de Madame Grégoire , il vaudeville in atto 1N, con de Montheau 1853
- Un Moyen dangereux , commedia in 1 atto, mescolato con il canto, con Jean-François Bayard 1854
- Les Papillons et la chandelle , il vaudeville in 1 atto 1854
- Le Bois de Boulogne , rivista-féerique, mescolato con distici, in 2 atti e 5 quadri, con Paul Duport 1855
- Le Cousin du Roi , commedia in 2 atti, mescolato con distici, con Laurencin 1855
- Toinette et son carabinier , croquis musicale in 1 atto 1856
- Le Billet de Faveur , comédie-vaudeville in 3 atti, con Laurecin e Eugène Cormon 1856
- Le Marquis d'Argentcourt , comédie-vaudeville in 3 atti, con Dupeuty 1857
- Rose La Fruitière , il vaudeville in 3 atti 1857
- Mefistofele , musicale saynète 1858
- La Nouvelle Hermione , commedia mescolato con distici, in 1 atto, con Laurencin 1858
- Il n'y a plus de grisettes! , Il vaudeville in 1 atto, con Laurencin 1859
- Le Masque de velours , vaudeville in 2 atti 1859
- Les Trois fils de Cadet-Roussel , comédie-vaudeville in 3 atti, con Laurencin e Charles Varin 1860
- Ah! Que l'amour est agréable! , Il vaudeville in 5 atti, con Varin 1860
- Un Hercule et une femme jolie , il vaudeville in 1 atto, con Varin 1861
- Ma soeur Mirette , commedia in 2 atti, mescolato con il canto, con Varin 1861
- L'auteur de la pièce , comédie-vaudeville in 1 atto, con Varin 1862
- Monsieur et signora Denis , lirica in 1 atto, con Laurencin, musiche di Jacques Offenbach 1862
- La Comtesse Mimi , commedia in 3 atti, con Varin 1862
- Un Ténor versare tout faire! , Opérette in 1 atto, con Varin 1863
- Une Femme qui bat son gendre , comédie-vaudeville in 1 atto, con Varin, 1864
- Une Femme, un melon et un horloger !,, Il vaudeville in 1 atto, con Varin 1864
- Les Ficelles de Montempoivre , il vaudeville in 3 atti, con Varin 1864
- Les Filles gardées mal , commedia in 3 atti, con Varin 1865
- Le Sommeil de l'innocence , comédie-vaudeville in 1 atto, con Varin 1865
- La Bande noire , dramma in 7 atti, con Paul Foucher e Auguste Delaporte 1866
- Le Baudet perdu , paysannerie in 1 atto, con Varin 1866
- Madame Ajax , il gioco in 3 atti, con Varin 1866
- L'Ange de mes rêves! , Il vaudeville in 3 atti, con Varin 1867
- Ces scélérates de bonnes , il vaudeville in 3 atti, con Laurencin 1867
- La Dame aux Giroflées , comédie-vaudeville in 1 atto, con Varin 1867
- Le Dernier des Gaillard , il vaudeville in 1 atto, con Varin 1867
- Madame Pot-au-feu , comédie-vaudeville in 1 atto, con Varin 1869